# Distrikte von Hongkong
Die 18 Distrikte von Hongkong (chinesisch 香港行政區 / 香港行政区, Pinyin Xiānggǎng Xíngzhèng Qū, Jyutping Hoeng1gong2 Hang4zing3 Keoi1) sind Verwaltungseinheiten der Sonderverwaltungszone Hongkong. Die verwaltungstechnische Distrikteinteilung folgt meist geografischen Bezugslinien wie Gebirgszügen, Küsten oder Straßen und berücksichtigt dabei nicht städtebauliche Grenzen der Ortschaften. Jeder Distrikt (行政區, kurz 區, englisch district – „Verwaltungsdistrikt“) hat politisch einen „Distriktrat“ (區議會, englisch District Council) als Verwaltungsorgan mit demokratisch gewählten Volksvertretern.

## Verwaltungsgliederung
Die Sonderverwaltungszone Hongkong gliedert sich in 18 Distrikte (十八區, englisch 18 districts), welche sich administrativ auf die drei Regionen Hong Kong Island, Kowloon und New Territories verteilen.
- Region New Territories – 新界區[4]:
1. Islands, 2. Kwai Tsing, 3. North, 4. Sai Kung, 5. Sha Tin, 6. Tai Po, 7. Tsuen Wan, 8. Tuen Mun, 9. Yuen Long
- Region Kowloon – 九龍區[5]}:
10. Kowloon City, 11. Kwun Tong, 12. Sham Shui Po, 13. Wong Tai Sin, 14. Yau Tsim Mong
- Region Hong Kong Island – 港島區[6]:
15. Central and Western, 16. Eastern, 17. Southern, 18. Wan Chai

## Tabelle der 18 Distrikte
Die Einwohnerzahlen in der folgenden Tabelle beziehen sich auf die Volkszählungen, kurz VZ, vom:
 30. Juni 2011 und 30. Juni 2016. Die Einwohnerzahlen von 2018 bis 2020 stammen von der „allgemeinen Haushaltbefragung“ der Abteilung zur Analyse der Haushaltsstatistik des Zensus und Statistikamts (englisch General Household Survey, Household Statistics Analysis Section, Census and Statistics Department). Die Zahlen von 2021 entstammen dem Key Static Table 2021.
| #   | Distrikt            | Chin. 1  | Fläche [km²]     | VZ 2011                | VZ 2016                | VZ 2018                  | VZ 2019                  | VZ 2020                  | VZ 2021                | Einw. [pro km²] 2   | Gebiet    | Raum 3 | Lage  |
| --- | ------------------- | -------- | ---------------- | ---------------------- | ---------------------- | ------------------------ | ------------------------ | ------------------------ | ---------------------- | ------------------- | --------- | ------ | ----- |
| 1   | Islands             | 離島區   | 182,74           | 141.327                | 156.801                | 170.400                  | 185.800                  | 184.300                  | 185.282                | 1.021               | N.T.      | Ländl. |       |
| 2   | Kwai Tsing          | 葵青區   | 23,34            | 511.167                | 520.572                | 507.500                  | 503.100                  | 501.100                  | 495.798                | 21.246              | N.T.      | Urban  |       |
| 3   | North               | 北區     | 136,51           | 304.134                | 315.270                | 315.000                  | 314.200                  | 314.500                  | 309.631                | 2.269               | N.T.      | Länd.  |       |
| 4   | Sai Kung            | 西貢區   | 136,34           | 436.627                | 461.864                | 469.100                  | 472.200                  | 472.700                  | 489.037                | 3.771               | N.T.      | Länd.  |       |
| 5   | Sha Tin             | 沙田區   | 69,27            | 630.273                | 659.794                | 680.500                  | 687.300                  | 684.500                  | 692.806                | 10.082              | N.T.      | Länd.  |       |
| 6   | Tai Po              | 大埔區   | 148,19           | 296.853                | 303.926                | 308.000                  | 307.000                  | 308.000                  | 316.470                | 2.325               | N.T.      | Länd.  |       |
| 7   | Tsuen Wan           | 荃灣區   | 62,62            | 304.637                | 318.916                | 311.200                  | 311.700                  | 310.000                  | 320.094                | 5.168               | N.T.      | Urban  |       |
| 8   | Tuen Mun            | 屯門區   | 87,54            | 487.546                | 489.299                | 494.300                  | 494.500                  | 494.800                  | 506.879                | 5.908               | N.T.      | Länd.  |       |
| 9   | Yuen Long           | 元朗區   | 138,56           | 578.529                | 614.178                | 635.000                  | 643.900                  | 639.900                  | 668.080                | 4.825               | N.T.      | Länd.  |       |
| 10  | Kowloon City        | 九龍城區 | 10,02            | 377.351                | 418.732                | 414.600                  | 420.200                  | 419.200                  | 410.634                | 40.994              | Kowloon   | Urban  |       |
| 11  | Kwun Tong           | 觀塘區   | 11,28            | 622.152                | 648.541                | 677.700                  | 689.200                  | 687.000                  | 673.166                | 59.704              | Kowloon   | Urban  |       |
| 12  | Sham Shui Po        | 深水埗區 | 9,36             | 380.855                | 405.869                | 397.800                  | 417.600                  | 434.100                  | 431.090                | 46.067              | Kowloon   | Urban  |       |
| 13  | Wong Tai Sin        | 黃大仙區 | 9,30             | 420.183                | 425.235                | 419.800                  | 417.100                  | 414.800                  | 406.802                | 43.730              | Kowloon   | Urban  |       |
| 14  | Yau Tsim Mong       | 油尖旺區 | 6,99             | 307.878                | 342.970                | 331.900                  | 329.400                  | 322.300                  | 310.647                | 44.458              | Kowloon   | Urban  |       |
| 15  | Central and Western | 中西區   | 12,55            | 251.519                | 243.266                | 242.500                  | 240.600                  | 236.000                  | 235.953                | 18.808              | HK Island | Urban  |       |
| 16  | Eastern             | 東區     | 18,13            | 588.094                | 555.034                | 547.200                  | 546.500                  | 538.600                  | 529.603                | 29.440              | HK Island | Urban  |       |
| 17  | Southern            | 南區     | 39,40            | 278.655                | 274.994                | 266.300                  | 264.800                  | 261.000                  | 263.278                | 6.779               | HK Island | Urban  |       |
| 18  | Wan Chai            | 灣仔區   | 10,64            | 152.608                | 180.123                | 180.400                  | 178.700                  | 173.500                  | 166.695                | 15.791              | HK Island | Urban  |       |
| Nr. | Hongkong            | 香港     | 1.112,78 5 [km²] | 7.070.388 (Personen) 4 | 7.335.384 (Personen) 4 | neue Zahlen (Personen) 4 | neue Zahlen (Personen) 4 | neue Zahlen (Personen) 4 | 7.413.070 (Personen) 4 | 6.656 6 [pro km²] 4 | Gebiet    | Raum 3 | Karte |

Quelle Tabelle: Census and Statistics Department Hong Kong, Lands Department Hong Kong
Fußnoten

## Siehe
- Liste der Ortschaften in Hongkong